# Дьяков, Пётр Михайлович
Пётр Михайлович Дьяков (1916-1945) — старший лейтенант Рабоче-крестьянской Красной Армии, участник Великой Отечественной войны, Герой Советского Союза (1945).

## Биография
Пётр Дьяков родился 25 апреля (по новому стилю — 6 мая) 1916 года в селе Шишкино (ныне — Благодарненский район Ставропольского края). Окончил планово-экономический техникум. В 1939 году Дьяков был призван на службу в Рабоче-крестьянскую Красную Армию. В 1941 году он окончил Ашхабадскую военную авиационную школу пилотов. С сентября 1943 года — на фронтах Великой Отечественной войны.
К началу 1945 года старший лейтенант Пётр Дьяков был заместителем командира и одновременно штурманом эскадрильи 683-го штурмового авиаполка (335-й штурмовой авиадивизии, 3-й воздушной армии, 1-го Прибалтийского фронта). К тому времени он совершил 130 боевых вылетов на штурмовку скоплений боевой техники и живой силы противника, принял участие в 22 воздушных боях, в которых сбил 5 вражеских самолётов. 19 февраля 1945 года Дьяков погиб в бою в районе Кёнигсберга. Был первоначально похоронен в 150 метрах от аэродрома Виттенгберг, но впоследствии перезахоронен в братской могиле в Калининграде.

## Награды
Указом Президиума Верховного Совета СССР от 18 августа 1945 года за «образцовое выполнение боевых заданий командования на фронте борьбы с немецкими захватчиками и проявленные при этом мужество и героизм» старший лейтенант Пётр Дьяков посмертно был удостоен высокого звания Героя Советского Союза. Также был награждён орденом Ленина, двумя орденами Красного Знамени, орденами Отечественной войны 1-й и 2-й степени.
Почётный гражданин Благодарненского городского округа Ставропольского края.

## Память
- На могиле в Калининграде установлен бюст Дьякова[1].
- Его имя носит МАОУ СОШ №9 в посёлке имени Героя Советского Союза Александра Космодемьянского.
- В селе Шишкино на пьедестал установлен военный самолет-истребитель, в память о летчиках, погибших в годы Великой Отечественной войны, о земляке шишкинцев – Герое Советского Союза Петре Михайловиче Дьякове.